# Liste der Stolpersteine in Asbach-Bäumenheim
Diese Liste der Stolpersteine in Asbach-Bäumenheim führt die vom Künstler Gunter Demnig verlegten Stolpersteine in Asbach-Bäumenheim auf. Mit ihnen soll Opfern des Nationalsozialismus gedacht werden, die in Asbach-Bäumenheim lebten und wirkten.
Die bislang einzige Verlegung von Stolpersteinen in Asbach-Bäumenheim fand am 25. Juni 2022 statt. Es wurde eine Stolperschwelle verlegt, um der Opfer der Zwangsarbeit im ehemaligen Außenlager Bäumenheim des KZ Dachau zu gedenken.

## Verlegte Stolpersteine
| Bild | Inschrift | Adresse                                          | Zusätzliche Informationen |
| ---- | --- | ------------------------------------------------ | ------------------------- |
|      | Zur Erinnerung Aussenlager Bäumenheim des KZ Dachau August 1944 – April 1945 Über 500 Häftlinge arbeiteten hier unter Zwang für die Rüstungsproduktion. Dutzende starben durch unmenschliche Haftbedingungen und beim Luftangriff am 19. März 1945. | Auf dem Gehweg entlang des Steglesgrabens (Lage) |                           |